# Nephila pilipes
Nephila pilipes är en spindelart som först beskrevs av Fabricius 1793.  Nephila pilipes ingår i släktet Nephila och familjen Nephilidae. Utöver nominatformen finns också underarten N. p. malagassa.

## Utseende
Kroppen hos honor blir i genomsnitt 33,9 mm medan hanar blir 6,4 mm.

## Föda
Arten har observerats döda och äta små fladdermöss och fåglar.